# Dick Smart 2.007
Dick Smart 2.007 è un film italiano del 1967 diretto da Franco Prosperi.

## Trama
L'agente segreto Dick Smart è stato incaricato dalla CIA per indagare sulla scomparsa di cinque scienziati nucleari di fama mondiale. Lady Lorrain Lister è a capo di un'organizzazione criminale, nascondendo nella sua segreta tana sotterranea situata dentro il monte Corcovado, a Rio de Janeiro i cinque scienziati finanziandoli per degli esperimenti. Dick Smart scopre che Lady Lorrain Lister ed il banchiere olandese Black Diamond, hanno fatto costruire un reattore nucleare per ricavare diamanti dal carbonio attraverso un'esplosione di una bomba atomica.